# Kaprylan izoamylu
Kaprylan izoamylu (kaprylan izopentylu) – organiczny związek chemiczny, ester izoamylowy kwasu kaprylowego. Ma postać bezbarwnej cieczy o zapachu owocowym z aromatem koniakowym i słodkim smaku. Bardzo trudno rozpuszcza się w wodzie. Miesza się z alkoholem i eterem w każdym stosunku.

## Zastosowanie
Kaprylan izoamylu znalazł zastosowanie w przemyśle alkoholowym do aromatyzowania napojów alkoholowych (araku, koniaku, rumu).